# 劉翀 (正德山西進士)
劉翀（1476年—1552年），字文翔，山西平陽府平陸縣人，軍籍，明朝政治人物。

## 生平
弘治十七年（1504年）甲子科山西鄉試第三十一名舉人。正德六年（1511年）中式辛未科會試第一百五十三名，登第三甲第一百三十九名進士。授行人司行人，十二年二月奉命往四川请大學士楊廷和赴京供职，十三年十二月实授四川道監察御史，清理軍伍。嘉靖初，大礼议起，力与张璁、桂萼争论。嘉靖二年（1523年）巡按陕西，丁憂歸，六年九月署都察院事兵部左侍郎张璁考察各道不职御史共十二人，以不谙宪体，取回别用。卒年七十七，门人私諡曰忠毅先生。

## 家族
曾祖劉昇；祖父劉宣；父劉惠，母王氏。具慶下。